# Региональная лига Германии по футболу 2011/2012
Региональная лига Германии по футболу 2011/2012 — 4-й сезон Региональной лиги в качестве 4-го дивизиона в немецком футболе. Он был последний раз сыгран с разделением на три зоны — Север, Запад и Юг.

## Список команд
| Региональная лига «Север» | Региональная лига «Запад»    | Региональная лига «Юг»                        |
| ------------------------- | ---------------------------- | --------------------------------------------- |
| «Галлешер»                | «Боруссия»-2 (Дортмунд)      | «Штутгартер Кикерс»                           |
| «Хольштайн» (Киль)        | «Шпортфройнде» (Лотте)       | «Зонненхоф» (Гроссаспах)                      |
| «РБ Лейпциг»              | «Боруссия»-2 (Мёнхенгладбах) | «Айнтрахт»-2 (Франкфурт)                      |
| «Вольфсбург»-2            | «Айнтрахт» (Трир)            | «Ворматия» (Вормс) (переведена из зоны Запад) |
| «Хавелсе»                 | «Вупперталь»                 | «Карлсруэ»-2                                  |
| «Ганновер 96»-2           | «Кёльн»-2                    | «Гройтер»-2 (Фюрт)                            |
| Берлинер АК 07            | Фортуна (Кёльн)              | «Хоффенхайм»-2                                |
| «Гамбург»-2               | «Рот-Вайсс» (Эссен)          | «Фрайбург»-2                                  |
| «Мойзельвиц»              | «Кайзерслаутерн»-2           | «Ингольштадт 04»-2                            |
| «Плауэн»                  | «Ферль»                      | «Нюрнберг»-2                                  |
| «Любек»                   | «Шальке 04»-2                | «Гессен-Кассель»                              |
| Меппен                    | «Майнц 05»-2                 | Вальдхоф (Мангейм)                            |
| «Вильгельмсхафен»         | «Эльферсберг»                | «Мюнхен 1860»-2                               |
| «Герта»-2                 | Бохум-2                      | Бавария-2                                     |
| «Энерги»-2 (Котбус)       | «Виденбрюкк 2000»            | «Мемминген»                                   |
| Германия Хальберштадт     | Идар-Оберштайн               | «Пфуллендорф»                                 |
| Санкт-Паули-2             | Кобленц                      | Франкфурт-2                                   |
| «Магдебург»               | «Байер 04»-2 (Леверкузен)    | Бавария Альценау                              |
|                           | «Фортуна»-2 (Дюссельдорф)    |                                               |